# 아바타 4
《아바타 4》(Avartar 4)는 2029년 개봉 예정인 미국의 SF 서사 영화이다.

## 캐스팅

### 나비족
- 제이크 설리 역: 샘 워딩턴
- 네이티리 역: 조이 살다나
- 마일즈 쿼리치 대령 역: 스티븐 랭[1]
- 키리 역: 시고니 위버
- 라일 웨인플릿 상병 역: 맷 제럴드[2]
- 데이비드 듈리스[3]
- 바랑 역: 우나 채플린

### 인간
- 맥스 파텔 역: 딜리프 라오

## 제작
2017년 7월 31일 뉴질랜드에 기반을 둔 시각 효과 스튜디오 웨타 FX 이 아바타 속편 작업을 시작했다고 발표하였다. Cameron은 Avatar: The Tulkun Rider 가 영화의 제목으로 고려되고 있다고 말했다.

### 캐스팅
2017년 8월, Matt Gerald 는 다가오는 모든 속편에서 그의 첫 번째 영화의 역할인 Lyle Wainfleet 상병을 연기하기 위해 공식적으로 서명했다. 2017년 8월 Empire 와의 인터뷰에서 Cameron은 Stephen Lang 이 4개의 속편 모두에서 돌아올 뿐만 아니라 4개의 영화 모두에서 주요 악당이 될 것이라고 밝혔다. 2018년 1월 25일, Dileep Rao 가 Dr. Max Patel로 복귀하는 것이 확인되었다.

### 촬영
2017년 9월 25일 캘리포니아 맨해튼 비치에서 4편의 속편 촬영이 동시에 시작될 예정이었으나 캐머런은 4편과 5편의 촬영이 첫 번째 두 속편에 대한 후속작을 마무리한 후에 시작될 것이라고 밝혔다. 2019년 2월, 프로듀서 존 란다우는 아바타 4의 일부 모션 캡처 장면이 전작과 동시에 촬영되었다고 밝혔다. 란다우는 나중에 아바타 4의 3분의 1이 "물류상의 이유"로 이미 촬영되었다고 선언했다. 2와 3의 제작 과정에서 4개의 부분을 촬영한 것에 대해 자세히 설명하면서, 카메론은 "저는 아이들을 쫓아내야 했습니다. 그들은 영화 '4'의 25페이지에 나오는 이야기 중간에 6살까지 나이를 먹는 것이 허용됩니다. 그래서 나는 그 전에 모든 것이 필요했고, 그 후에 모든 것은 나중에 할 것입니다." 라고 했다.
Avatar 4는 또한 Dolby Atmos 및 DTS:X 활용에 더 중점을 둔 전통적인 Dolby Digital 또는 DTS 사운드 트랙을 포함하지 않는 최초의 영화가 될 것으로 예상된다.

## 음악
2021년 8월 Landau는 Simon Franglen 이 Avatar 속편의 악보를 작곡할 것이라고 발표했다.

## 출시
아바타 4는 2024년 12월 아바타 3 출시 이후 2년 만인 2025년 12월 18일 20세기 스튜디오를 통해 배급될 예정이다.

## 속편
다섯 번째 영화가 발표되었으며 2028년 12월 22일로 예정되어 있다. Cameron은 ABC News Australia 와의 인터뷰에서 자신이 다섯 번째 영화를 감독할지 여부가 불확실하다고 말했다.